# Antonio Morandi
Antonio Morandi, bekannt als Il Terribilia (* 1508 in Bologna; † 1568 ebendort), war ein italienischer Architekt.
Er war der Sohn des Baumeisters Bernardino und hatte einen Bruder, Giovanni, und eine Schwester, deren Name nicht bekannt ist. Sie heiratete Palamede Marani, mit dem sie zwei Söhne hatte, Francesco und Paolo, die beide „Il Terribilia“ genannt wurden. Vor allem Francesco arbeitete mit seinem Onkel zusammen und trat in dessen Fußstapfen.

## Leben

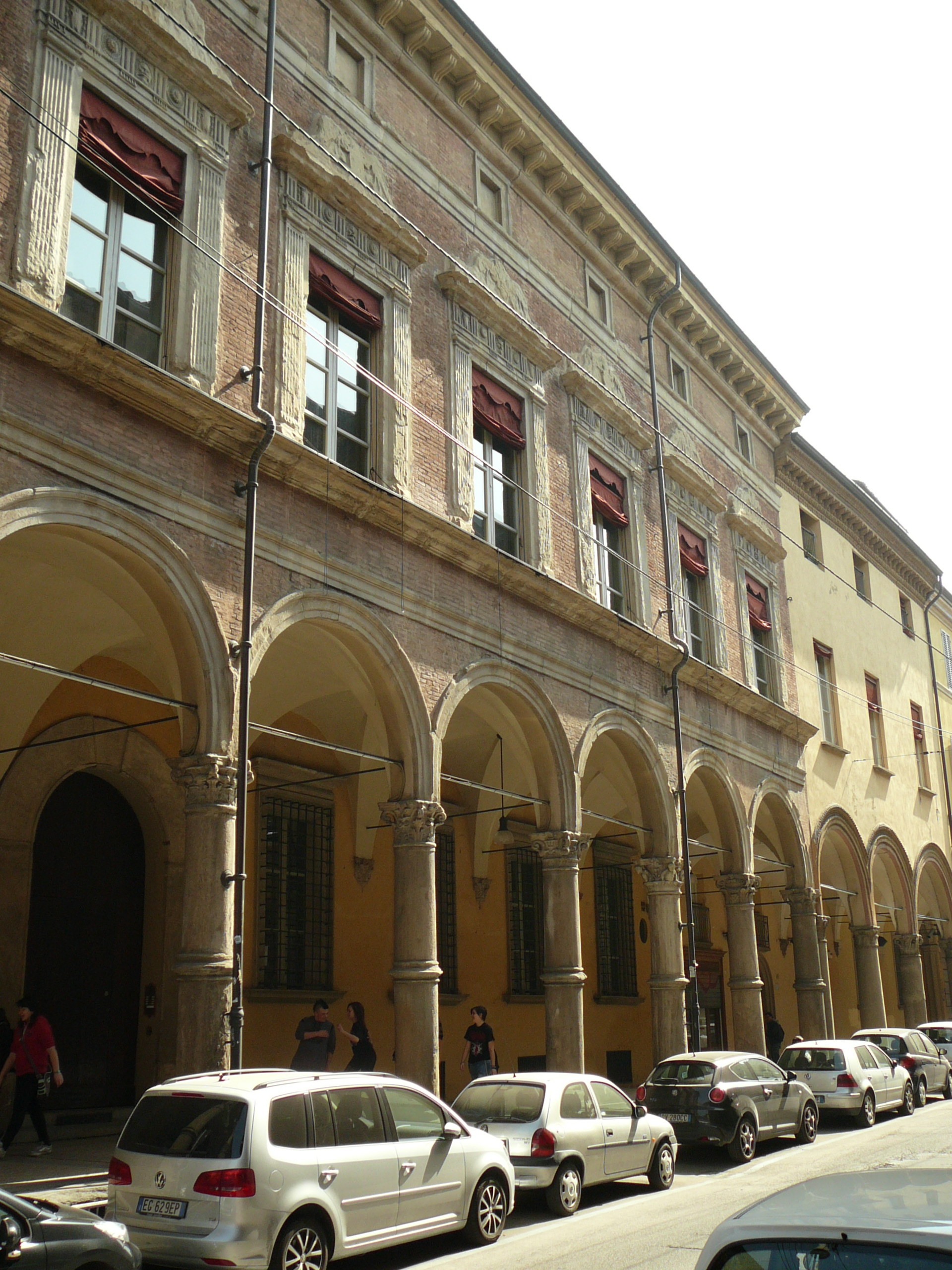
Fassade des Palazzo Bonasoni

Antonio Morandi übernahm das Geschäft seines Vaters schon in jungen Jahren: Die ersten Nachrichten über seine Arbeit stammen aus dem Jahr 1532, als er und sein Bruder kleine Arbeiten für die Dominikaner ausführten.
Im Jahr 1535 begann er mit einer umfassenden Restaurierung der Kirche San Procolo, die mit Unterbrechungen bis 1557 dauerte. In Zusammenarbeit mit Andrea da Formigine und Domenico Tibaldi erweiterte Antonio in dieser Zeit die Kirche, errichtete die Kapelle des hl. Proculus und den Glockenturm.

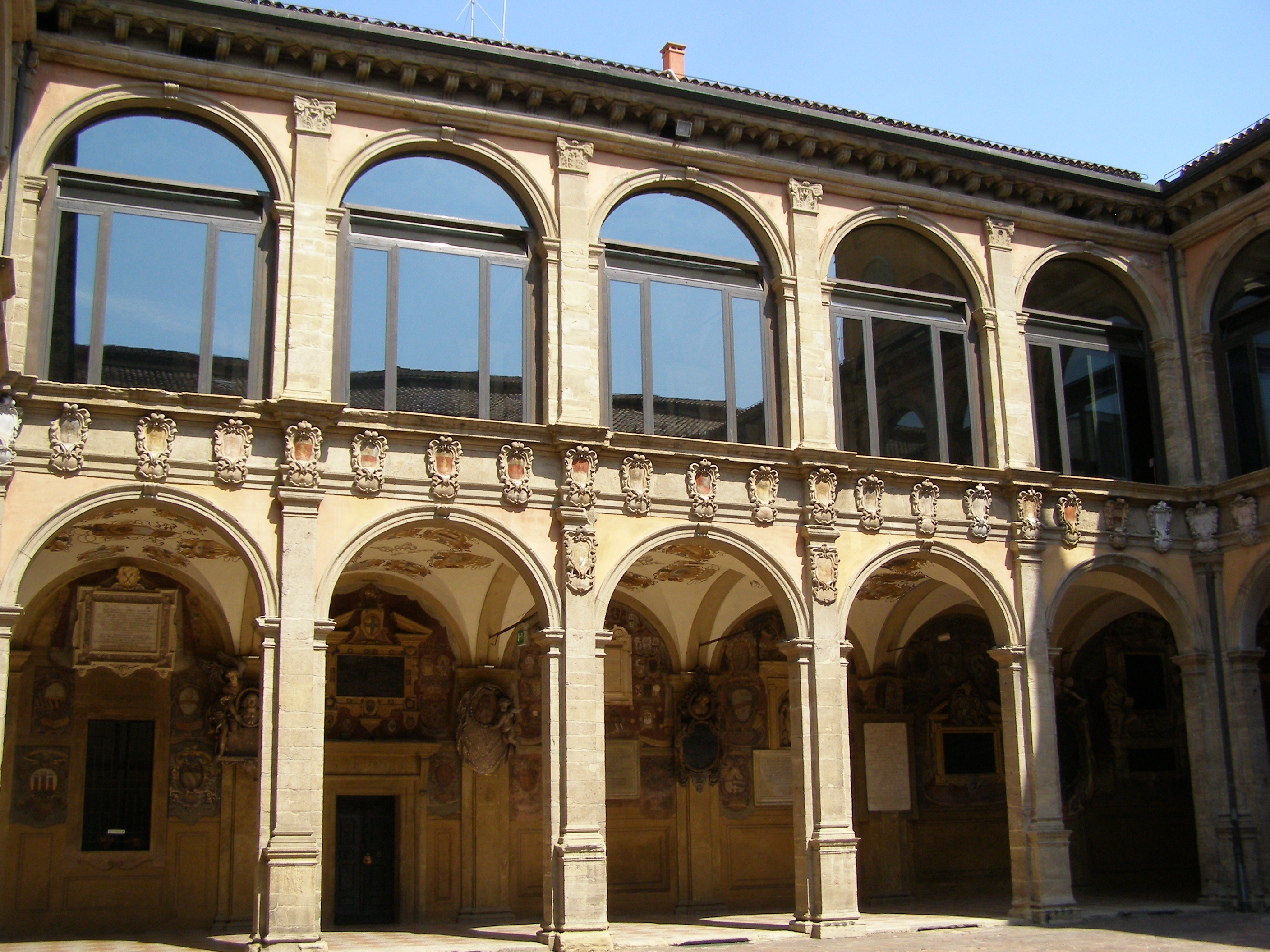
Innenhof des Archiginnasio

Nach einem Aufenthalt auf der Dombaustelle in Mailand kehrte er 1542 nach Bologna zurück, wo er zusammen mit seinem Bruder und Neffen Francesco den neuen Flügel des Dominikanerklosters errichtete. Auf Wunsch des Bauherrn folgte er einem früheren Entwurf aus dem Jahr 1515, der nicht von ihm stammte und die Struktur des Klosters von Reggio Emilia nachahmte.
Zur gleichen Zeit arbeitete er am Kloster San Giovanni in Monte, wo er die beiden Kreuzgänge, ein Dormitorium und weitere Nebengebäude errichtete (1543–1544). Der Einfluss von Giulio Romano, mit dem Antonio Morandi beim Bau des Palazzo Bocchi (1543–1550) zusammenarbeitete, ist in der Struktur des Kreuzgangs erkennbar.
Es folgten weitere Adelspaläste wie der Palazzo Orsi in der Via San Vitale (1560–1564) und der Palazzo Bonasoni (1550–1556) in der Via Galliera. Sein Spitzname rührt wahrscheinlich von der besonderen Dekoration der Fenster beider Paläste mit heraldischen und zoomorphen Motiven her, die Vasari als „Furchtbarkeit“ (it. terribilità) bezeichnete.
Im Jahr 1549 wurde er zum „Ingenieur“ der Fabbrica di San Petronio ernannt, eine Position, die er bis zu seinem Tod innehatte und die von seinem großen Ruhm zeugt. In dieser Funktion wurde er 1556 mit der Vollendung der unvollendeten äußeren Marmorverkleidung der Basilika beauftragt. Die Arbeiten kamen nur langsam voran und wurden 1568 eingestellt, als gerade die zweite Lieferung von Platten fertiggestellt worden war.
1551 wurde er mit dem Bau der Pepoli-Kapelle in der Basilika San Domenico beauftragt. Im Gegensatz zu seinen früheren Aufträgen für die Dominikaner unterlag Morandi diesmal keinen Vorgaben und konnte seine Kreativität frei entfalten.
Im Jahr 1556 wurde er außerdem zum Landvermesser ernannt, um die Gebäude des jüdischen Ghettos der Stadt zu begutachten und deren Mietpreise festzulegen.
1562 wurde er mit dem Wiederaufbau der Kuppel der Basilika San Giacomo Maggiore beauftragt, die durch Unwetter eingestürzt war. Im selben Jahr begann er mit der Leitung der Bauarbeiten am Archiginnasio und führte 1565 einige Arbeiten am Ospedale della Morte aus.
Er starb 1568 in Bologna und wurde in der Ghislieri-Kapelle der Basilika San Domenico beigesetzt.